# E Aí
"E Aí" é uma canção da dupla sertaneja Matogrosso & Mathias com a participação do cantor Gusttavo Lima. A canção foi lançada como primeiro single do álbum 40 Anos - Ao Vivo Em Brasília no dia 16 de fevereiro de 2016. 

## Composição
"E Aí" é uma composição de Matogrosso, Mathias Rafael, Christyan Ribeiro e André Melo. É bem romântica com um ritmo que lembra bastante o sertanejo popular nos anos 90.

## Lista de faixas
| Download digital no iTunes |        |         |  |
| N.º                        | Título | Duração |  |
| 1.                         | "E Aí" | 3:38    |  |

## Desempenho nas tabelas musicais
| Tabela musical (2016)                                       | Melhor posição |
| ----------------------------------------------------------- | -------------- |
| Brasil - Billboard Brasil Hot 100 Airplay                   | 23             |
| Brasil - Billboard Brasil Regional Campinas Hot Songs       | 5              |
| Brasil - Billboard Brasil Regional Ribeirão Preto Hot Songs | 4              |

### Tabelas de fim-de-ano
| Tabela musical (2016)                     | Melhor posição |
| ----------------------------------------- | -------------- |
| Brasil - Billboard Brasil Hot 100 Airplay | 67             |